# Игнатович, Борис Всеволодович
Бори́с Все́володович Игнато́вич (22 марта [3 апреля] 1899 (или 23 марта [4 апреля] 1899), Слуцк, Минская губерния, Российская империя — 4 апреля 1976, Москва, СССР) — советский фотограф, мастер документальной фотографии, репортёр, кинооператор и журналист. Пионер советской авангардной фотографии 1920—1930-х годов, основоположник фотожурнализма, педагог, художник-«формалист».

## Биография
Родился в Слуцке в семье учителя математики старших классов гимназии. Отец — Всеволод Евстафьевич Игнатович (1864—1904), уроженец Витебска из семьи дворянского сословия. Мать — Мария Михайловна Игнатович (1875—1942), уроженка села Красный Кут, Луганской области из семьи сельских батраков.
С 1908 по 1914 год учился в гимназии в городе Лодзь (Польша), вплоть до первых месяцев Первой мировой войны и битвы за Лодзь между германской и русской армиями, а затем с 1914 по 1917 год — в гимназии Луганска. С 1912 по 1918 годы давал частные уроки для оплаты учебников и поддержки матери, после скоропостижной смерти отца оставшейся фактически без средств к существованию с четырьмя детьми.
В марте 1917 года, за два месяца до получения аттестата зрелости, был исключён из Луганской гимназии за издание рукописного журнала «Шантрапа» и участие в революционных беспорядках: гимназисты организовали забастовку, сорвали занятия и устроили массовые уличные протесты, Игнатович шёл впереди старших классов и нёс красное знамя. Борис Игнатович уехал в Петроград, к старшему брату Мстиславу, который учился в Морском инженерном училище, где в 1918 году окончил с серебряной медалью Выборгскую гимназию и возвратился в Луганск, где поступил журналистом в газету «Северо-донецкий Коммунист».
В 1919—1920 годы вступил в ряды РКП(б), работал литературным сотрудником харьковской газеты «Красная Звезда» и киевской «Всеиздат», ответственным редактором уфимской газеты «Красная Башкирия», заведовал областным отделом РОСТА в Стерлитамаке. Как один из первых членов, созданного Российского Союза советских журналистов, участвовал в 1918 году в Первом Всесоюзном съезде журналистов. В 1921—1922 годах работал заместителем редактора, а затем редактором московской газеты «Горняк», за публикацию якобы непроверенных «рабкоровских писем» читателей из провинции был переведён из членов РКП(б) в кандидаты и отстранен от должности редактора.
В 1921—1922 годах заведовал редакциями петроградских юмористических журналов «Дрезина», «Смехач» и «Бузотёр». Там произошла судьбоносная встреча с художником В. В. Лебедевым, приведшая к серьёзному увлечению фотографией. Игнатович практиковался подаренным редакции складным карманным фотоаппаратом «Кодак». Весной 1923 года, в разгар НЭПа, сделал свой первый репортажный кадр — писателя Михаила Зощенко за покупкой яблок у редакции журнала «Смехач», попросив писателя и друга попозировать.
В 1925 году Игнатович был восстановлен в рядах РКП(б) и возвратился в Москву, где работал заведующим редакцией журнала «Рабочая неделя», иллюстративном приложении к газете «Труд». В 1926 году приобрёл свои первые профессиональные фотокамеры: зеркальный «Неттель» 9х12 и огромный металлический «Фогтлендер» 10х15. Участвовал в выставке фоторепортажа, организованной Ассоциацией московских фоторепортеров при Доме печати в Москве.
В 1927 году поступил в редакцию знаменитой в те годы московской газеты «Беднота» на должность бильд-редактора, снимал репортажи о сельской жизни, о Волховстрое, первые турбины. В 1928 году по заданию редакции снимал Лудорвайский процесс над кулаками в Удмуртии.
С 1929 года — профессиональный фоторепортёр журналов «Современная архитектура», авангардного по дизайну «Даёшь», в котором были опубликованы 13 авторских фотоочерков, «Радиослушатель» и «Иллюстрированной рабочей газеты». Одним из первых в Советском Союзе стал снимать немецкой малоформатной камерой «Лейкой». Серия кадров, снятых этой камерой, опубликована на страницах журналов «Советское фото» («С новым урожаем», «Красноармеец», «Групповой портрет», «На скотном дворе») и в журнале «Даёшь». В 1929 году только в журнале «Советское фото» дважды напечатаны его фото на обложках и ещё 16 кадров в десяти номерах. В 1929 году участвовал в фотовыставке Общества друзей советского кино в Москве, на которой во время развески экспозиции познакомился с Александром Родченко. Участвовал в выставке художественной фотографии в Вене (Австрия) и модернистской выставке «Фильм и Фото» в Штутгарте (Германия).
В 1930 году по сценарию Эсфири Шуб снял на киностудии «Союзкинохроника» киноочерк «Сегодня», часть кадров которого была опубликована в журнале «Кино и жизнь» (1930, № 21), а также участвовал в создании одного из первых звуковых фильмов «Олимпиада искусств». В 1931 году работал фоторепортером издательства «Изогиз», в котором для специального выпуска журнала «СССР на стройке» № 11 1931, вместе с фотографом Николаем Штерцером, сделал большую фотосерию аэросъёмки Ленинграда с самолёта-разведчика Р-5.
Вместе с Александром Родченко с 1930 года руководил фотосекцией группы «Октябрь», возникшей на основе одноимённого объединения представителей разных жанров и видов искусств и ставшей самостоятельным творческим фотографическим объединением. В 1931 году участвовал в выставке группы в московском Доме печати. На страницах главного фотографического журнала страны «Пролетарское фото» была развернута яростная кампания против новаторов, так называемые «отклики широкой общественности» из номера в номер клеймили «формалистические приёмы» октябрёвцев, и в начале следующего, 1932 года проработка отступников от пролетарского метода в фотоискусстве достигла своего апогея до роспуска группы в апреле 1932 года.
В 1932 году Игнатович был избран председателем Московской ассоциации фотокорреспондентов.
В 1933 году, работая оператором на «Союзкинохронике», снял документальный очерк о Кукрыниксах. В 1934—1935 годах заведовал отделом иллюстраций газеты «Вечерняя Москва», сотрудничал с газетами «Правда», «Рабочая газета», «Труд», «Комсомольская правда», журналами «Нарпит», «Прожектор», «Красная нива», «Огонёк», «Смена», «Советское фото». В середине 1930-х годов особую известность приобрела так называемая бригада Игнатовича, снимавшая для газет «Вечерняя Москва», «Строим», «Наши достижения», «Строительство Москвы» и агентства фотоинформации Союзфото, в которую, в 1937 году, входили Е. Лангман, Я. Бродский, Л. Бать, О. Игнатович и Е. Игнатович, всего 41 штатный корреспондент.
В 1935—1936 годах создал серию о стахановском движении и фотосерию «Казаки». С 1936 по 1937 годы работал фоторепортёром газеты «Комсомольская правда». В 1937—1938 годах участвовал в Первой Всесоюзной выставке фотоискусства, прошедшей в московском Государственном музее изобразительного искусства имени А. С. Пушкина, ленинградском Государственном Русском музее и киевском Государственный музей изобразительного искусства. В 1937—1941 годах работал штатным фоторепортёром журнала «Строительство Москвы», продолжая сотрудничать с журналом «СССР на стройке». В 1938 году участвовал в выставке советского фотоискусства в Каунасе (Литва), а в 1938—1939 годах — в международной фотовыставке в Великобритании.
В 1941 году, с первых дней Великой Отечественной войны, неотступно следовал за боевыми частями, как военный фотокорреспондент газеты «Боевое Знамя» 30-й армии на Калининском фронте. В своих фоторепортажах отразил «живые» хроники и лица войны: саперные роты и полевые кухни, эскадронных кавалеристов, брянских партизан, снайперов, разведчиков и фронтовых цирюльников. Это были батальные сцены на передовой, зарисовки быта, групповые и персональные портреты.
В 1943—1944 годах Игнатович был командирован Студией военных художников имени М. Б. Грекова на Западный и Брянский фронты, работал в партизанских отрядах Брянщины. В октябре 1944-го Игнатович снял «второй визит» Уинстона Черчилля к Иосифу Сталину в Москву. В 1945 году фотографировал маршала Георгия Жукова на Конференции в Потсдаме при подписании Потсдамской Декларации.
В 1945—1950 годах продолжил работать в студии имени М. Б. Грекова военным фотографом. В 1946 году делает снимки для московского "Журнала мод" №1. В 1950 году демобилизовался в чине капитана, к этому времени относятся первые опыты Игнатовича в цветной фотографии. Снимал пейзажи, уделял много времени портретной фотографии. В послевоенные годы снял большие фотосерии портретов творческой интеллигенции, учёных, академиков, писателей, поэтов, художников, скульпторов, артистов, лауреатов Сталинских премий, военной элиты: маршалов и героев Советского Союза.
В 1950—1951 годах работал фотокорреспондентом издательства «Правда» и журнала «Огонёк» и фотохудожником производственно-технических мастерских Всесоюзной сельскохозяйственной выставки (ВСХВ), где в 1952 году организовал лабораторию цветной фотографии, участвовал в нескольких выставках цветной фотографии.
В 1953—1954 годах работал фотохудожником издательства «Изогиз», участвовал в московской выставке «Фотоискусство СССР за 40 лет». Работал фотографом-художником в «Журнале Мод» в 1954—1955 годах, в «Стройиздате» в 1955—1956 годах, заведовал отделом в издательстве «Искусство». В 1957 году, когда было возобновлено издание журнала «Советское фото», около года работал в нём литературным сотрудником. В 1959—1965 годах руководил фотостудией на заводе «Серп и молот», консультировал в фотостудии клуба «Трудовые резервы», вёл секцию фоторепортажа в крупнейшем фотоклубе страны — легендарном московском «Новаторе», участвовал во всех отчётных выставках клуба.
В 1969 году Борис Игнатович получил «право» на большую персональную выставку в Москве, после 46 лет «странового признания», цензуры, запретов и идеологической критики, экспериментирования и наставничества, беспрерывных публикаций во всей мейнстримовской прессе, участия практически во всех групповых фотовыставках внутри СССР и за его пределами, в том числе персональных (Германия 1929, Австрия 1929, Великобритания 1939, Чехословакия 1947 и Югославия 1949, 1958). Фотовыставка стала юбилейной, к 70-летию Игнатовича, и была организована Московской организацией Союза журналистов СССР в апреле 1969 года в Центральном Доме журналиста. В неё вошли многие знаковые работы Игнатовича, которые удалось отстоять у худсовета и организаторов, уникальные для того времени, по качеству авторской печати и размеру отпечатков. Выставка 1969 года стала самой крупной и последней прижизненной персональной выставкой художника в Москве.
В 1972 году состоялась персональная выставка Игнатовича в Вильнюсе, организованная первым в стране Обществом фотоискусства Литовской ССР, под эгидой которого был создан первый Музей фотографии в Шяуляе. В 1975 году Игнатович участвовал в двух юбилейных выставочных экспозициях, приуроченных к 30-летию Великой Победы и 60-летию Октябрьской Революции в Москве.
Скончался 4 апреля 1976 года. Похоронен на Рогожском кладбище в Москве.

### Семья
- старший брат — Мстислав Всеволодович Игнатович, учился в Морском инженерном училище в Петрограде;
- младшая сестра — Ольга Всеволодовна Игнатович (1905—1984), фотограф, участница группы «Октябрь», работала в агентстве АПН и в издательстве «Советский художник»;
- сестра — Елизавета Всеволодовна Игнатович, член «Бригады Игнатовича» в Союзфото;
- сестра — Аркадия Всеволодовна Игнатович, участница группы «Октябрь»;
- сестра — Елена Всеволодовна Игнатович, участница группы «Октябрь»;
- супруга — Клавдия Николаевна Игнатович (1921—2015), хранитель и архивист наследия мужа[15].

## Фильмография
- 1930 — Сегодня (киноочерк)
- 1930 — Олимпиада искусств народов СССР (совместно с Б. Небылицким, Д. Дебабовым)
- 1933 — Как работают Кукрыниксы (киноочерк)
- 1934 — Электрификация СССР

## Собрания
- Музей изобразительных искусств имени А. С. Пушкина[32]. Москва, Россия
- Museum Ludwig Collection[33]: Boris Ignatovich. Sammlung Ludwig, Aachen: Ignatowitsch, Boris Wsewolodowitsch. Cologne, Germany
- Чикагский институт искусств[34]. Illinois, USA
- The Museum of Fine Arts[35]. Houston, Texas, USA
- Государственный музей РОСФОТО[36]. Санкт-Петербург, Россия
- Museum Folkwang[37]. Essen, Germany
- The Currier Museum of Art[38]. Manchester, New Hampshire, USA
- Spencer Museum of Art[39] [The University of Kansas]. Lawrence, Kansas, USA
- Pérez Art Museum Miami (PAMM)[40]. Miami, Florida, USA
- Richard and Ronay Menschel Library/Collection[41]. Rochester, New York, USA
- Princeton University Art Museum[42]. Princeton, New Jersey, USA
- Richard And Ellen Sandor Art Foundation/Family Collection[43]. Chicago, Illinois, USA
- Мультимедиа Арт Музей[44] / Московский Дом Фотографии. Москва, Россия
- Alex Lachmann Collection. Cologne, Germany
- Nailya Alexander Gallery[45]. New York, USA
- Robert Koch Gallery[46]. San Francisco, USA
- National Gallery of Canada[47]. Ottawa, Canada
- Art Gallery of New South Wales[48]. Sydney, Australia
- Фонд Инноватор[49]. Фотографический архив и иконографическая коллекция. Москва, Россия

## Публикации
- Sowjetische Fotografien. Politische Bilder 1918—1941. Soviet Photographs from the Daniela Mrázkowá Collection/The Peter and Irene Ludwig Foundation. Steidl, 2010. 240 pp., 324 color illustrations ISBN 3-86930-053-1
- Margarita Tupitsyn, Glaube, Hoffnung — Anpassung: Sowjetische Bilder 1928—1945, Essen, 1995
- Galerie Alex Lachmann, Soviet photography of the 20s and 30s, 1991
- What is Photography, 150 years of Photography, Praha, 1989, pp. 128–129
- A.Lavrentiev, P.Sers, Rodtchenko et le Groupe Octobre, Hazan, 2006, p. 258
- McDarrah, Gloria S., et al. The photography encyclopedia. New York: Schirmer, 1999. // ISBN 0-02-865025-5
- Schwartz, Dona. Camera Clubs and Fine Art Photography: The Social Construction of an Elite Code.. — Originally published in Urban Life, vol. 15, no. 2 (July 1986), pp. 165–195
- Lynch-Johnt, Barbara, and Michelle Perkins. Illustrated dictionary of photography: the professional’s guide to terms and techniques.. — Buffalo, NY: Amherst Media, 2008. ISBN 978-1-58428-222-8
- Michael Peres (Editor-in-Chief). 2007, Focal Encyclopedia of Photography, 4th edition, (Focal Press) ISBN 0-240-80740-5, ISBN 978-0-240-80740-9 — 2007.
- Фотоальбом «Государственная Оружейная палата в Московском Кремле», Москва
- Игнатович Борис «Фотографии 1972—1963» Фотоальбом Издательство Московский дом фотографии, 2002 г. 144 стр. ISBN 5-88896-099-3
- Валерий Стигнеев «Борис Игнатович. Фотографическое наследие», Издательство Арт-Родник 2007 ISBN 978-5-9561-0271-8
- Антология Советской фотографии, 1917—1940. Издательство Планета, Москва 1986
- Антология Советской фотографии, 1941—1945. Издательство Планета, Москва 1987
- Propaganda & Dreams, Edition Stemmle 1999 ISBN 3-908161-80-0
- D.Mrazkova, V.Remes, Early Soviet Photographers, Museum of Modern Art Oxford, John Hoole Edition, 1982, pp. 28–29
- Pionniers de la photographie Russe Soviétique, Editions Philippe Sers, Paris, 1983, p. 57
- Political Images, Soviet Photographs, The Daniela Mrazkova Collection, Museum Ludwig, Steidl, 2009, p. 66
- Волков-Ланнит Л. Ф., Борис Игнатович. Москва, 1973
- Борис Игнатович: Классик национальной фотографии. 1927—1963. Каталог выставки в честь 100-летия со дня рождения. Из собрания Государственного музея изобразительных искусств им. А. С. Пушкина, архива семьи Б. Игнатовича и других частных собраний. Авторы статей К. Н. Игнатович, А. Н. Лаврентьев. М., 2002
- Борис Игнатович. Альбом-каталог. Из собрания Центрального архива аудиовизуальных документов Москвы. М.,2006. Н. Н. Митрофанов
- Великая утопия. Русский и советский авангард, 1915—1932. Издательство: Галарт, Бентелли, 1993
- Stepanova, Varvara (1894—1958), book designer. Kaganovich, Lazar (1893—1991). From Merchant Moscow to Socialist Moscow [Ot Moskvy Kupecheskoy k Moskve Socialisticheskoy]. IZOGIZ, Moscow 1931. 22 pages of b/w illustrations, with photos contributed by Rodchenko, Ignatovich, Langman, and other leading Soviet photographers.
- Wilhelm Hornbostel, Karlheinz Kopanski, Thomas Rudi, Museum für Kunst und Gewerbe, Hamburg; Wintershakk AG, Kassel; OAO Gazprom, Moskau. Russische Avantgarde 1910—1934: Mit voller Kraft, Hamburg Edition Braus, 2001

## Выставки
- 1926 Выставка фоторепортажа. Ассоциация московских фоторепортеров. Дом печати. Москва
- 1927 Фотовыставка ОДСК. Общества друзей советского кино. Политехнический музей. Москва
- 1928 Советская фотография за 10 лет. Государственная академия художественных наук. Москва, Ленинград
- 1929 Фильм и Фото. Международная выставка под эгидой немецкого Веркбунда. Выставочные залы Interimtheaterplatz, Штутгарт; Мартин-Гропиус-Бау Музей, Берлин (Кройцберг), Германия
- 1929 Первая фотовыставка Группы Октябрь. Парк имени Горького. Москва.
- 1930 Фильм и Фото. Международная выставка под эгидой немецкого Веркбунда. MAK — Австрийский музей прикладного искусства. Вена. Австрия
- 1931 Выставка фотогруппы Октябрь. Дом Печати. Москва
- 1931 Фотомонтаж. Выставка Группы Октябрь. Парк имени Горького. Москва
- 1935 Выставка работ мастеров советского фотоискусства. Москва
- 1937-1938 Первая всесоюзная выставка фотоискусства. Москва, Ленинград, Киев
- 1937 20 лет Советской фотографии. Москва.
- 1938 Советское фотоискусство. Музей культуры имени Витаутаса. Каунас. Литва
- 1938 Выставка художественной фотографии. Центральный Дом Литераторов. Москва
- 1939 Международная фотовыставка. Великобритания
- 1945-1950 Участник художественных выставок Студии военных художников им. М. Б. Грекова. Москва
- 1946 Московская выставка профессиональных фотографов. Москва
- 1947 Персональная фотовыставка. Прага. Чехословакия
- 1948 Персональная фотовыставка. Центральный дом работников искусств. Москва
- 1948 Великая Отечественная война в художественной фотографии. Москва
- 1949 Персональная фотовыставка. Белград. Югославия
- 1953-1954 Фотоискусство СССР за 40 лет. Москва
- 1955 Выставка художественной фотографии. Центральный Дом журналистов. Москва
- 1958 Человек и Море. Югославия
- 1963-1966 Участник отчетных выставок фотоклуба «Новатор». Москва
- 1967 Юбилейная фотовыставка «Моя Москва». Москва
- 1969 Персональная фотовыставка, посвященная 70-летию мастера. Центральный дом журналистов. Москва
- 1969-1971 Объединённая выставка художников и графиков книги. Москва
- 1972 Персональная фотовыставка. Вильнюс. Литва
- 1975 К 60-летию Октябрьской революции. Москва
- 1975 К 30-летию Великой Победы. Москва
- 1977 Персональная фотовыставка. Братислава. Чехословакия
- 1981 Москва—Париж. 1900—1930. ГМИИ им. А. С. Пушкина. Москва
- 1982 Персональная фотовыставка. Вороновская картинная галерея. Подмосковье
- 1982 Ранние советские фотографы. Музей современного искусства, Оксфорд. Великобритания
- 1986 Персональная фотовыставка. Музей В. В. Маяковского. Москва
- 1989 150-летие фотографии. Прага, Москва
- 1989 Фотохудожник Борис Игнатович. Персональная фотовыставка к 90-летию со дня рождения. «Фотоцентр» Союза журналистов. Москва
- 1990 20 Советских фотографов. Амстердам. Нидерланды
- 1991 Советская фотография 1920—1930х годов. Галерея Алекса Лахманна. Кёльн. Германия
- 1992 Утопическая мечта: фотография в Советской России 1918—1939. Галерея Лоренс Миллер. Нью Йорк. США
- 1992-1993 Великая Утопия. Русский авангард 1915—1932. Музей Соломона Р. Гугенхейма, Нью-Йорк; Ширн Кунстхалле, Франкфурт-на-Майне; Городской музей Амстердама; Государственная Третьяковская галерея, Москва; Государственный Русский музей, Санкт-Петербург.
- 1992 Фотография в России 1840—1940. Музей современного искусства, Оксфорд. Великобритания
- 1993 От Малевича до Кабакова. Русский Авангард XX века. Музей Людвига. Кёльн. Германия
- 1994 Борис Игнатович. Пионер советской фотографии. Галерея Алекса Лахманна. Кёльн. Германия
- 1995 Фотомастер Борис Игнатович. Научно-исследовательский институт теории и истории изобразительных искусств. Москва
- 1995-1996 Glaube, Hoffnung — Anpassung: Sowjetische Bilder 1928—1945: Museum Folkwang, Essen; Wurttembergische Kunstverein, Stuttgart, Germany; IVAM Institut Valencia d’Art Modern, Spain
- 1996 Москва-Берлин. 1900—1950. ГМИИ им. А. С. Пушкина. Москва
- 1997 История Москвы глазами русских и зарубежных фотографов. Москва
- 1997 Фотоэстафета от Родченко до наших дней. Москва
- 1999 Персональная фотовыставка к 100-летию мастера. Московский Дом фотографии. Москва
- 1999 Красная площадь. XX век. Политехнический музей. Москва
- 2000 Классики советской фотографии. Центральный дом художников. Москва
- 2000-2001 Пропаганда и Мечты. Фотография 30-х в СССР и США. Цюрих, Москва, Нью Йорк
- 2001 Красная площадь. Государственный Исторический музей. Москва
- 2002 Борис Игнатович — классик отечественной фотографии[50]. 1920-е-1960-е. ГМИИ им. А. С. Пушкина. Отдел личных коллекций. Москва
- 2003 Борис Игнатович. Неизвестные шедевры классика фотоискусства. Фотогалерея имени братьев Люмьер. Москва
- 2002-2003 Фотографическая идея: Постмодернизм. Музей изобразительных искусств. Санта-Фе, Нью-Мексико, США
- 2003 Сезоны Русской Фотографии. Палаццо Арес Борромео. Милан, Италия
- 2003 Борис Игнатович. Имаго Фотокунст. Берлин, Германия
- 2003 Москва: Город, Сцена, Столица Фотографии. Выставка фотографий Москвы 20-го века. Картинная галерея Мириам и Айры Д. Уоллак Колумбийского университета, США
- 2003-2004 Русские застолья. Русский Дом Науки и Культуры. Берлин, Москва.
- 2004 Москва-Берлин. 1950—2000. Полвека в фотографиях. Государственный исторический музей. Москва
- 2004 Фотоэстафета. От Родченко до наших дней. Московский дом фотографии, Москва
- 2004 Пионеры советской фотографии IV. Галерея Говарда Шиклера. Нью Йорк, США
- 2004 Советская фотография 1920—1930-х годов. От пикториализма и модернизма до социалистического реализма. Фотомузей Винтертура. Цюрих, Швейцария
- 2004 Фотография русского авангарда из коллекции Людвига — Александр Родченко и современники. Музей Людвига. Аахен, Германия
- 2006 Борис Игнатович. К 30-летию со дня смерти автора. Галерея ФотоСоюз. Москва
- 2006-2007 Искусство на заказ. Борис Игнатович. Фотографии 1927—1946. Немецко-русский музей Берлин-Карлсхорст. Берлин. Германия
- 2006—2007 Советский фотомонтаж — 1917—1953. Московский дом фотографии. Париж, Франция
- 2007-2008 Совершенство и Разрушение — 1937. Художественная галерея Билефельда, Германия
- 2008 Борис Игнатович. Галерея Рахманинов дворик. Санкт-Петербург
- 2008 Ретроспектива: русская конструктивистская фотография. Музей искусства Спенсера. Канзас, США
- 2008 Борьба за знамя. Советское искусство между Троцким и Сталиным. 1926—1936. Московский музей современного искусства, Москва
- 2009 Избранное Бориса Игнатовича к 110-летию со дня рождения мастера и 170-летию фотографии. Объединение Фотоцентр Союза журналистов России. Москва
- 2009 Европейский и русский фотомонтаж, 1920—1940. Галерея UBU. Нью-Йорк, США
- 2009 — 2010 Политические картины. Советская фотография 1918—1941. Музей Людвига. Кёльн, Германия
- 2011 Земля. Город. Реальность. Воображение. Фотогалерея Diemar/Noble. Лондон, Великобритания
- 2011 Борис Игнатович. Время Платоново. Мультимедиа арт музей/Московский дом фотографии. Воронеж, Самара, Россия
- 2011 Жизнь и смерть зданий. Художественный музей Принстонского Университета. Нью-Джерси, США
- 2011 Эпоха оптимизма. Искусство и пропаганда в советской фотографии в 1920—1940 годы. Государственный музей и выставочный центр фотографии Росфото. Санкт-Петербург, Россия
- 2011 Фотография как пропаганда: политика и утопическая мечта. Галерея Люмьер, Атланта, США
- 2012 Россия. XX век в фотографиях. 1918—1940. Мультимедиа арт музей/Московский дом фотографии. Москва
- 2012 Новый взгляд: современная фотография. Художественный музей Currier. Манчестер, США
- 2013 Советская фотография. Государственный музей и выставочный центр фотографии Росфото. Санкт-Петербург, Россия
- 2013 Париж Фото, Франция. Галерея Наили Александер, Нью Йорк, США
- 2013-2014 Фотография и история в СССР, 1920—1940. Фотогалерея Нурдерлихт, Нидерланды
- 2014 Париж Фото, Франция. Галерея Наили Александер, Нью Йорк, США
- 2014 XVII Открытые Встречи, Фестиваль Света 2014. Фонд Лус Аустраль. Буэнос-Айрес, Аргентина
- 2015 ПРОзавод. Центр фотографии имени братьев Люмьер. Москва, Россия
- 2015 Мы должны сорвать покрывало с наших глаз. Музей изобразительных искусств Бохума. Бохум, Германия
- 2015 Советское фото. Центр фотографии имени братьев Люмьер. Москва, Россия
- 2015 Военным фотографам посвящается. Территория Победы. Мультимедиа арт музей/Московский дом фотографии. Москва, Россия
- 2015 Советская Фотография: 1920—1930-е. Галерея Наили Александер, Нью Йорк, США
- 2015 Фотолихорадка 2015. Рандеву со сценой Современной Фотографии. Галерея имени братьев Люмьер. Карусель де Лувр Париж, Франция.
- 2015-2016 Сила изображения: ранняя советская фотография, ранний советский фильм. Еврейский музей. Нью Йорк, США
- 2015-2016 Модернисты: отбор из европейской коллекции. Галерея Нового Южного Уэльса, Сидней
- 2016 Мужчины на работе. Немецкий технический музей. Берлин, Германия
- 2016 Поцелуй. Центр фотографии имени братьев Люмьер. Москва, Россия
- 2016-02017 Отоваренная мечта. Мультимедиа Арт Музей/Московский Дом Фотографии, Москва; Федеральное государственное бюджетное учреждение культуры «Государственный Центр Современного Искусства» Волго-вятский филиал, Нижний Новгород
- 2016-2017 Россия. XX век в фотографиях. 1918—1940. Екатеринбург, Екатеринбургский музей изобразительных искусств; Казань, Галерея современного искусства ГМИИ РТ; Самара, Самарский областной художественный музей; Ижевск, Выставочные залы Музея Ижевска в летнем саду Центр досуга Генеральский Дом
- 11 февраля — 17 апреля 2017 Революция: Русское Искусство 1917—1932. Королевская Академия Искусств. Берлингтон-Хаус, Пикадилли, Лондон
- 30 марта — 2 апреля 2017 AIPAD Photography Show: Галерея Наили Александер I Стенд 706 Пирс 94, Нью Йорк, США

## Отзывы современников
По мнению Валерия Стигнеева Игнатович «строил кадр как скульптор, отсекая все лишнее, и делал его живым, как кино»:
Его композиции — поэтика фотоискусства. Взмывающие к небесам заводские трубы, строительные металлоконструкции и архитектурные новостройки, бородатые крестьяне и мускулистые спортсмены — он любил своих героев и воспевал их как художник и как гражданин. Потом, правда, эту песню «закрыли»… Но фотограф все равно остался поэтом, только лирика его стала иной: мягче, теплее, душевнее. Его военные фотографии — про человека, оставшегося Человеком, невзирая на все тяготы, лишения, жестокость, смерть. Не про героя — просто человека…
Из воспоминаний жены Клавдии Игнатович:
Выполняя заказы редакции, он душу вкладывал в съёмку. Поэтому неудивительно, что даже чисто индустриальные сюжеты смотрятся как картины „Разливка стали, 1938“, „У доменной печи, 1938“ . Если же снимал для себя, то мог по нескольку раз приезжать на одно и то же место. Так были сняты „Купола, 1948“ Новодевичьего монастыря.
Искусствовед Ирина Чмырёва уравнивает величины творчества Родченко с Игнатовичем и находит их с самого начала наполненными смыслами, и культурными, и историческими.

## Комментарии
1. ↑  

«Новая волна», наиболее яркими представителями которой стали, по своей изначальной биографии, художник-конструктивист Александр Родченко, пишущий газетчик Борис Игнатович, киношник Дмитрий Дебабов, сотрудник фотоателье Елизар Лангман. Все они в конце 20-х — начале 30-х годов олицетворяли собой «левое» направление — группу «Октябрь», существовавшую в постоянной полемике с Российским объединением пролетарских фотографов (РОПФ), утверждавшим «идеологическую правду». По мнению Бориса Игнатовича, сформулированного им на страницах журнала «Пролетарское фото», они подменяли «настоящую действительность, документальность советского фоторепортажа слащавой картинкой и позой…»
— Григорий Чудаков, «Photographer» 2003[21].